# Майклз, Джулия
Джулия Карин Кавасос (англ. Julia Carin Cavazos; род. 13 ноября 1993 года), выступающая под именем Джулия Майклз (англ. Julia Michaels) — американская певица, автор-исполнитель из Давенпорта (штат Айова).

## Юность
Джулия Майклз родилась в Давенпорте, штат Айова, но позже переехала с семьёй в Санта-Клариту (Калифорния). Ее отец имеет мексиканское происхождение, он сменил свое имя с Хуана Мануэля Кавасоса на Джона Майклза, чтобы продолжить свою актерскую карьеру.
Джулия начала петь с 12 лет. В 14 лет она познакомилась с авторами песен, Джолин Белль и Линди Роббинс Джулия стала соавтором песен «Fire Starter» Деми Ловато и «Miss Movin’ On» группы Fifth Harmony.
Джулия Майклз заявляет, что на её творчество повлияли такие исполнители и группы как Фиона Эппл, Лиза Митчелл, Лора Марлинг, Мисси Хиггинс, Paramore, Джулиет Симмз, Сара Бласко и The Fray.
Одним из постоянных соавторов песен Джулии Майклз стал Джастин Трентер, известный по работе над песнями для Джастина Бибера, Селены Гомес и Гвен Стефани. В одном из интервью Трентер рассказал, что познакомился с Джулией, когда у той был приступ панической атаки, ей на тот момент было 19 лет. Первую совместную песню они написали для Кельвина Харриса и Риты Оры, а после этого решили, что им нужно работать вместе. В 2015 году ими была написана песня «Love myself», которую исполнила Хейли Стейнфилд. Также одной из их работ стала песня «Heavy» группы Linkin Park. Джулия Майклз выступила в дуэте с норвежским музыкантом Kygo на церемонии закрытия Олимпийских игр 2016.

## Карьера
В январе 2017 года Джулия Майклз выпустила свой первый сольный сингл «Issues». По её словам, впервые она написала песню, столь подходящую ей самой, что она не представляла, что кто-либо другой будет её исполнителем; на песню претендовали несколько артистов, но в итоге она записала её сама. В апреле 2017 года песня «How Do We Get Back to Love» появилась в телесериале Девчонки. Второй сингл «Uh Huh» вышел в июне 2017 года.
На церемонии вручения премии Грэмми в 2018 году Майклз была номинирована на две премии: Лучший новый исполнитель и Песня года за песню Issues. 8 февраля 2018 года был выпущен сингл Heaven, который был включен в саундтрек к фильму «Пятьдесят оттенков свободы». 4 мая 2018 года был выпущен альбом «Jump» с участием Trippie Redd. С 12 марта по 12 мая 2018 года Джулия выступила на разогреве в мировом турне Найла Хорана «Flicker World Tour».
С 30 мая по 15 октября 2018 года Майклз выступила на разогреве тура Maroon 5 «Red Pill Blues Tour» по Северной Америке. Она работала с Lauv над синглом There’s No Way, выпущенным 27 сентября 2018 года. В ноябре 2018 года ее песня In This Place вошла в саундтрек к диснеевскому мультфильму, «Ральф против интернета».
21 декабря 2018 года Майклз участвовала в записи сингла Lie to Me группы 5 Seconds of Summer. Lie to Me вошел в чарты нескольких стран и позже был сертифицирован платиновым в Австралии и золотым в Канаде.
С 23 января по 5 февраля 2019 года Майклз открывала тур Кита Урбана «Graffiti U World Tour». 24 января 2019 года она выпустила свой мини-альбом, «Inner Monologue Part 1». В июне 2019 года она начала выпускать синглы с «Inner Monologue Part 2», включая 17 и Falling for Boys.
11 мая 2020 года она снялась в эпизоде второго сезона Songland и выпустил песню «Give It to You».
1 октября 2020 года Майклз выпустила песню Lie Like This в качестве ведущего сингла со своего предстоящего дебютного студийного альбома.

## Личная жизнь
После серии постов в Instagram с участием друг друга и совместной работы над синглом There’s No Way Майклз и ее коллега Lauv подтвердили в октябре 2018 года, что они находятся в отношениях. Через пару месяцев Майклз намекнула, что они расстались после публикации поста в Instagram с подписью больше никаких знакомств с нарциссами. Lauv упоминает о своих отношениях с Майклз в своей песне Julia, где он извиняется за то, как плохо с ней обращался.
В июле 2019 года Майклз начала встречаться с канадским музыкантом JP Saxe. Эти отношения возникли в результате их совместной работы над дуэтом If the World Was Ending.

## Дискография
Студийные альбомы
- Not in Chronological Order (2021)

Мини-альбомы
- Julia Michaels (2010)
- Futuristic (2012)
- Nervous System — EP (2017)[12]
- Inner Monologue, Pt. 1 — EP (2019)
- Inner Monologue Pt. 2 (2019)